# 周口店铁路
周口店线，或称周口店铁路，是位于中华人民共和国首都北京市境内的一条铁路支线。周口店铁路自京广铁路琉璃河站引出，向西至周口店站止，线路全长15公里。

## 技术条件
路基宽5.5米，最小曲线半径200m。最大坡度23‰。50kg钢轨、木枕。

## 历史
1896年，清政府向比利时借款修筑卢汉铁路的卢沟桥至保定段时，决定修建周口店临时便线，运输筑路所需的大量石料。由于在周口店西北的长沟峪发现有丰富的煤矿资源，1897年10月定测时改为永久性线路。津榆铁路公司承建卢保铁路时一并施工。1897年12月完成路基土石方。1898年4月铺轨通车。用款约3万英镑，由卢保铁路费用内支付。1898年6月26日，清政府与比利时签订卢汉铁路借款合同与行车合同，周口店支线随同卢保铁路移交给比利时公司接管经营。1908年底清政府还清了路款，1909年周口店支线随同卢汉铁路收归国有。
1968年至1979年完成石楼站的新建、扩建。1977年建设了周琉联络线，起自周口店支线1km+326m处的201#道岔尖，至京广铁路琉璃河南站207号道岔尖，里程为1.475m。华北油田的原油列车不再经琉璃河站换向。
1986年铁道部批准周口店站至京原铁路良各庄站的周良联络线:176。北京铁路局设计院设计，铁三局四处施工，1989年10月开工，1993年8月17日北京铁路分局接管运营。起自周口店站8#道岔头0km+00m，至良各庄站间2km+192米处止，管辖里程为2192m。